# Eva Fleischner
Eva Maria Fleischner (* 1925 in Wien; † 6. Juli 2020 in Claremont, Kalifornien, USA) war eine austroamerikanische Religionswissenschaftlerin.

## Leben
Eva Fleischners Vater stammte aus einer säkularisierten Wiener jüdischen Familie, ihre Mutter war Katholikin, der Vater konvertierte, als sie elf Jahre alt war. Sie besuchte die Schule der Dominikanerinnen in Hietzing. Ihre Eltern brachten sie nach dem Anschluss Österreichs mit einem Kindertransport nach England in Sicherheit, wo sie eine Schule französischer Nonnen besuchte. Erst 1943 kam sie auf einem College in Radcliff mit einer weltlichen Bildungseinrichtung in Kontakt.
Ende der 1960er Jahre studierte sie christliche Religionsgeschichte am Radcliffe College und forschte in Paris. 1972 wurde sie an der Marquette University promoviert. In ihrer Dissertation setzte sie sich mit der nach 1945 fortdauernden Judenmission des deutschen Klerus auseinander. Sie lehrte von 1972 bis 1991 Religion und Philosophie an der Montclair State University und wurde dort ordentliche Professorin. Sie war Gastprofessorin am Colorado College und am College of St. Benedict. 1996/97, 1998/99 und 2001 hatte sie den „Marquette University Women's Chair in Humanistic Studies“ inne.
Fleischner begann 1979 das seinerzeit noch unerforschte Gebiet der Judenretter für sich zu erschließen und ging 1985 für Interviews nach Frankreich. Fleischner forschte und publizierte über den katholisch-jüdischen Dialog, der 1965 mit Nostra Aetate seitens der Katholiken auf eine neue Grundlage gestellt wurde. Sie forschte zum christlichen Antisemitismus und zum Holocaust. Sie gab die 27 Beiträge der Konferenz heraus, die 1974 von der Episcopal Diocese of New York  unter dem Titel Auschwitz: beginning of a new era? : Reflections on the holocaust in der Cathedral of Saint John the Divine abgehalten wurde.
Fleischner war Mitglied des Beirats des United States Holocaust Memorial Council und des Beirats des „U.S. Catholic Bishop's Office Catholic-Jewish Relations for the U.S. Bishops' Committee for Ecumenical and Interreligious Affairs“. 1999 gehörte sie der aus drei Katholiken und drei Juden gebildeten Internationalen katholisch-jüdischen Historikerkommission an, die die zwischen 1963 und 1981 entstandene Aktenedition Actes et documents du Saint-Siège relatifs à la Seconde Guerre mondiale zum Verhalten des Vatikans in der Zeit des Nationalsozialismus auf ihre Vollständigkeit untersuchen sollte. Fleischner verließ die Gruppe vorzeitig. Die restliche Gruppe stellte 2001 das Projekt unverrichteter Dinge ein, da die vatikanischen Behörden nicht im erwarteten Umfang kooperierten und Archivbestände freigaben. Der Vatikan bestritt diese Darstellung.

## Schriften
- A Door that Opened and Never Closed : Teaching the Shoah, in: Carol Rittner, John K. Roth (Hrsg.): From the unthinkable to the unavoidable : American Christian and Jewish scholars encounter the Holocaust. Westport, Conn. : Praeger Publishers, 1997, S. 19–31
- mit Michael Phayer: Cries in the night : women who challenged the Holocaust. Vorwort Nechama Tec. Kansas City : Sheed and Ward, 1997
- mit Judith Herscopf Banki: Messianic hope : a Jewish perspective, a Christian perspective. Chicago, Ill. : National Institute for Catholic-Jewish Education, 1984
- (Hrsg.): Auschwitz : beginning of a new era? : Reflections on the holocaust. Papers given at the International Symposium on the Holocaust held at the Cathedral of Saint John the Divine, New York City, June 3 to 6, 1974. New York : Ktav Pub. Co., 1977
- Judaism in German Christian theology since 1945 : Christianity and Israel considered in terms of mission. Vorwort Krister Stendahl. Metuchen, N.J. : Scarecrow Press, 1975. Ph. D. Marquette University 1972